# Santa Rosa (Rio Grande do Sul)
Pour les articles homonymes, voir Santa Rosa.
Santa Rosa est une municipalité du Nord-Ouest de l'État du Rio Grande do Sul faisant partie de la microrégion de Santa Rosa et située à 495 km au nord-ouest de Porto Alegre, capitale de l'État. Elle se situe à une latitude de 27° 52′ 15″ sud et à une longitude de 54° 28′ 53″ ouest, à une altitude de 257 mètres. Sa population était estimée à 64 113, pour une superficie de 490 km2. On y accède par les BR-472, RS-162, RS-344, RS-307 et RS-305.
Santa Rosa était initialement et majoritairement peuplée par les Amérindiens Tapes.
Elle subit l'influence des jésuites qui arrivèrent à partir de 1626 Les missions commencèrent à être édifiées en 1682. Ensuite son territoire fut au centre des conflits entre Espagnols et Portugais qui se disputaient Colônia do Sacramento que tenta de résoudre le Traité de Madrid. Celui-ci devait permettre d'échanger Colonia - alors aux mains des Portugais - contre la province où étaient établies les missions jésuites - aux mains des Espagnols. Le conflit dura jusqu'en 1757, puis fut réglé par le traité de Santo Ildefonso, en 1777, avec le démarquage des frontières. Les Espagnols furent définitivement expulsés de la région en 1801.
La colonisation débuta avec l'arrivée de Russes et de Polonais, suivis d'Allemands et d'Italiens qui se mélangèrent aux descendants des colonisateurs portugais et espagnols.
Santa Rosa est issue de la séparation du 1er district de Santo Ângelo.
Santa Rosa possède un aéroport de code AITA SRA et le code OACI SSZR

## Villes voisines
- Tuparendi
- Tucunduva
- Três de Maio
- Giruá
- Senador Salgado Filho
- Ubiretama
- Cândido Godói
- Santo Cristo